# Ferrovie Nord Milano
Gruppo Ferrovie Nord Milano S.p.A. (FNM), dit aussi Gruppo FNM (en français, Chemins de fer Nord Milan), est une société holding italienne spécialisée dans le transport et la mobilité en Lombardie et l'énergie électrique verte. Cette Société par actions est détenue à 57,57 % par la région Lombardie et la Ferrovie dello Stato en détient 14,74 %. Le reste de actions, 27,68 % du capital, sont détenues par des actionnaires privés.
Ancienne compagnie ferroviaire créée par le financier belge Albert Vaucamps en 1877, elle dispose de filiales comme Trenord ou Ferrovienord qui gèrent et exploitent son réseau de lignes ferroviaires, assurant des dessertes régionales lombardes et de la presque totalité du service ferroviaire suburbain de Milan.

## Histoire
L'histoire des Ferrovie Nord Milano commence à la fin du XIXe siècle quand le 22 mars 1879 fut inaugurée la ligne Milan - Saronno. Le 31 décembre de la même année fut également ouverte au trafic la ligne Milan - Erba. Jusqu'en 1883, la société était dénmmée Società Anonima per le Ferrovie Milano–Saronno e Milano–Erba (FMSME).
Le processus d'électrification du réseau FNM a commencé en 1929 et s'est achevé en décembre 1953.

## Le groupe
Le groupe « Ferrovie Nord Milano SpA » est la seconde entreprise ferroviaire italienne après la compagnie nationale, les FS. De statut privé, société anonyme par actions, son capital est détenu en majorité par la région Lombardie (57,57 %) et les Ferrovie dello Stato Italiane, chemins de fer de l'État italien (14,74 %).
Le groupe FNM SpA a diversifié ses activités au travers de nombreuses filiales :
- gestion du réseau FMN : Ferrovienord, gère un réseau de 331 km avec 125 gares situées dans les provinces de Milan, Varese, Côme, Monza & Brianza, Novare et Brescia, avec un trafic de 900 trains par jour et 200.000 voyageurs,
- transport de voyageurs :
  - sur rail :
    - Trenord (50%) société d'exploitation, coentreprise FNM et Trenitalia créée en 2011,
    - DB Cargo Italia (40%),
    - TiLo (50%),

  - sur route :
    - FNM Autoservizi avec NordBus (200 autobus et 10 millions de bus-km annuels),
    - ATV - Azienda Trasporti Verona (50%), créée le 1re janvier 2007 à la suite de la fusion des deux sociétés de transport AMT et APTV,
- transport de fret :
  - NordCargo (transport de fret y compris sur voies du réseau national italien RFI),
  - Eurocombi (transport combiné
  - CargoCity (transport d'argile pour la fabrication de céramique),
  - Malpensa Intermodale,
- desserte aéroportuaire : Malpensa Express,
- transport aérien (hélicoptères) et observation du territoire : AvioNord,
- ingénierie des transports : Nord_Ing,
- télécommunications : NordCom,
- énergie :
  - Nord Energia (60%), filiale commune avec Azienda Elettrica Ticinese, producteur d'électricité suisse du Tessin, créée en 2003;
  - Viridis Energia, producteur indépendant d'électricité verte (sources renouvelables) 97,5 MW installés.

## Réseau ferroviaire

### En service
Le groupe FNM est propriétaire des concessions d'environ 400 kilomètres de lignes à voie normale qui sont gérés par sa filiale TreNord.
- Milan - Saronno
- Milan - Seveso - Asso
- Saronno - Côme
- Saronno - Varèse - Laveno
- Saronno - Novare
- Saronno - Seregno
- Busto Arsizio - Malpensa
- Brescia - Iseo - Edolo (reprise en 1988 à la SNFT)

### Lignes désaffectées
- Varèse - Côme - Inaugurée en 1885 et fermée le 31 juillet 1966
- Castellanza - Mendrisio (Ligne de Valmorea) - Fermée entre 1928 et 1977

## Matériel roulant
Le 26 novembre 2020, l'opérateur italien a signé avec le groupe Alstom, un contrat de 160 millions d'€uros pour la fourniture de 6 rames à piles à combustible à hydrogène de 260 places avec une autonomie de 600 km (sur le papier), de type Coradia Stream pour une exploitation sur la ligne Brescia - Iseo - Edolo, avec livraison prévue en 2023. Elles remplaceront les anciens autorails FIAT ALn 668, construits en 1979. Une option pour huit autres rames est prévue. Les rames seront en location auprès de Trenord. Le prototype de la rame HMU a été dévoilé à l'EXPO Ferroviaria 2023 par FNM et Alstom. Les retards habituels du constructeur Alstom ont repoussé la mise en service de ces rames au début d'année 2025.
À la suite des retards dans la mise au point de ces rames, elle n'entreront en service commercial dans le Val Camonica qu'au début de l'année 2025 (au lieu de 2023 annoncé), le long de la ligne non électrifiée Brescia - Iseo - Edolo de Ferrovienord exploitée par sa filiale TreNord, dans le cadre du projet H2iseO, qui vise à créer la première vallée de l'hydrogène en Italie dans la province de Brescia. Le Coradia Stream est le premier HMU pour l'Italie équipé de piles à combustible à hydrogène, avec une capacité totale de 260 places et une autonomie de plus de 600 km (sur le papier).
Les trains sont produits dans les ex usines de Fiat Ferroviaria en Italie, impliquant les sites :
- Savigliano pour le développement, la certification, la production et les tests,
- Vado Ligure pour l'équipement de la motrice dans laquelle est installée la partie liée à l'hydrogène,
- Sesto San Giovanni pour les composants,
- Bologne pour le développement du système de signalisation.